# Hai môn phối hợp tại Thế vận hội Mùa đông 2018 - Vòng loại
Dưới đây là các quy tắc xét tư cách tham dự và phân bổ số suất của Hai môn phối hợp tại Thế vận hội Mùa đông 2018 tại Thế vận hội Mùa đông 2018.

## Phân bổ số suất
Có tổng cộng 230 vận động viên được phép tranh tài ở đại hội (115 cả nam và nữ). 218 suất đầu tiên được phân bổ cho các quốc gia dựa trên tổng số điểm Nation Cup của 3 vận động viên hàng đầu ở các nội dung cá nhân, nước rút, và tiếp sức, trong mùa giải Biathlon World Cup 2016-17. 12 suất còn lại sẽ được phân bổ vào mùa giải Biathlon World Cup 2017-18 cho các quốc gia chưa có vận động viên qua vòng loại, tối đa là 2 suất một quốc gia.
Một vận động viên phải đáp ứng các điều kiện sau mới được quyền dự Olympic:
Tại mùa giải Biathlon World Cup 2016-17 hoặc 2017-18 vận động viên đó phải có hai kết quả tại IBU Cup, Open European Championships, World Championships hoặc World Cup ở nội dung nước rút hoặc cá nhân kém không quá 20% so với thời gian trung bình của top ba vận động viên về nhất. Hoặc vận động viên đó có hai lần kết thúc ở nửa trên bảng xếp hạng Giải vô địch trẻ thế giới. Các thành viên của đội thi tiếp sức cũng phải đạt đủ một trong hai điều kiện trên.
Các quốc gia xếp thứ 1-5 của mùa giải 2016-17 được tối đa sáu vận động viên, 6-20 năm vận động viên, và 21-22 hai vận động viên, ở mỗi nội dung nam và nữ.  Sáu suất cuối cùng ở mỗi giới tính sẽ được trao lần lượt trong mùa giải 2017-18 từ danh sách điểm của IBU với tối đa suất cho mỗi quốc gia, với điều kiện hai quốc gia đó chưa có vận động viên nào đủ điều kiện. Một trong các suất này sẽ được nước chủ nhà sử dụng nếu họ chưa đủ người. Thêm vào đó chủ nhà sẽ được phép thêm sao cho đủ số vận động viên thi đấu ở nội dung tiếp sức hỗn hợp. Sẽ không tái phân bổ số suất không được sử dụng.

## Tổng hợp vòng loại
| Quốc gia                     | Nam | Nữ  | Tổng |
| ---------------------------- | --- | --- | ---- |
| Áo                           | 6   | 5 3 | 9    |
| Bỉ                           | 2   | 0   | 2    |
| Belarus                      | 5   | 5   | 10   |
| Bulgaria                     | 5   | 5   | 10   |
| Canada                       | 5   | 5   | 10   |
| Trung Quốc                   | 0   | 2   | 2    |
| Cộng hòa Séc                 | 5   | 6   | 11   |
| Estonia                      | 5   | 1   | 6    |
| Phần Lan                     | 5 3 | 5   | 8    |
| Pháp                         | 6   | 6   | 12   |
| Đức                          | 6   | 6   | 12   |
| Anh Quốc                     | 0   | 1   | 1    |
| Ý                            | 5   | 6   | 11   |
| Nhật Bản                     | 1   | 5   | 6    |
| Kazakhstan                   | 5   | 5   | 10   |
| Latvia                       | 2   | 1   | 3    |
| Litva                        | 2   | 2   | 4    |
| Na Uy                        | 6   | 5   | 11   |
| Ba Lan                       | 2   | 5   | 7    |
| România                      | 5   | 1   | 6    |
| Vận động viên Olympic từ Nga | 6 2 | 5 2 | 4    |
| Slovakia                     | 5   | 5   | 10   |
| Slovenia                     | 5   | 2   | 7    |
| Hàn Quốc                     | 1   | 5   | 6    |
| Thụy Điển                    | 5   | 5   | 10   |
| Thụy Sĩ                      | 5   | 5   | 10   |
| Ukraina                      | 5   | 6   | 11   |
| Hoa Kỳ                       | 5   | 5   | 10   |
| Tổng: 28 quốc gia            | 109 | 110 | 219  |

## Bảng xếp hạng xét loại
|  | Tối đa 6 vận động viên                   |
|  | Tối đa 5 vận động viên                   |
|  | Tối đa 2 vận động viên                   |
|  | Tối đa 2 vận động viên theo điểm của IBU |
|  | Tối đa 1 vận động viên theo điểm của IBU |

Bảng xếp hạng chung cuộc sau 22 giải đấu
| Vị trí | Quốc gia                     | Điểm Nations Cup 2016-2017 |
| ------ | ---------------------------- | -------------------------- |
| 1      | Đức                          | 7448                       |
| 2      | Pháp                         | 7416                       |
| 3      | Vận động viên Olympic từ Nga | 7192                       |
| 4      | Na Uy                        | 7181                       |
| 5      | Áo                           | 6926                       |
| 6      | Ukraina                      | 6270                       |
| 7      | Cộng hòa Séc                 | 6223                       |
| 8      | Ý                            | 5556                       |
| 9      | Thụy Sĩ                      | 5395                       |
| 10     | Hoa Kỳ                       | 5290                       |
| 11     | Bulgaria                     | 5098                       |
| 12     | Thụy Điển                    | 4885                       |
| 13     | Canada                       | 4625                       |
| 14     | Belarus                      | 4483                       |
| 15     | Kazakhstan                   | 4322                       |
| 16     | Slovakia                     | 4203                       |
| 17     | Slovenia                     | 4069                       |
| 18     | România                      | 3408                       |
| 19     | Estonia                      | 3393                       |
| 20     | Phần Lan                     | 3202                       |
| 21     | Latvia                       | 3152                       |
| 22     | Litva                        | 2988                       |
| 23     | Ba Lan                       | 2739                       |
| 24     | Nhật Bản                     | 2586                       |
| 25     | Hàn Quốc                     | 1715                       |
| 26     | Bỉ                           | 1242                       |
| 27     | Anh Quốc                     | 492                        |
| 28     | Croatia                      | 467                        |
| 29     | Serbia                       | 162                        |
| 30     | Hy Lạp                       | 161                        |
| 31     | Hungary                      | 70                         |
| 32     | Úc                           | 47                         |

| Vị trí | Quốc gia                     | Điểm Nations Cup 2016-2017 |
| ------ | ---------------------------- | -------------------------- |
| 1      | Đức                          | 7951                       |
| 2      | Pháp                         | 7646                       |
| 3      | Ukraina                      | 6605                       |
| 4      | Cộng hòa Séc                 | 6547                       |
| 5      | Ý                            | 6481                       |
| 6      | Na Uy                        | 6265                       |
| 7      | Vận động viên Olympic từ Nga | 6139                       |
| 8      | Thụy Điển                    | 6034                       |
| 9      | Belarus                      | 5683                       |
| 10     | Kazakhstan                   | 5193                       |
| 11     | Thụy Sĩ                      | 5101                       |
| 12     | Ba Lan                       | 5035                       |
| 13     | Áo                           | 4954                       |
| 14     | Hoa Kỳ                       | 4743                       |
| 15     | Canada                       | 4619                       |
| 15     | Phần Lan                     | 4619                       |
| 17     | Slovakia                     | 4498                       |
| 18     | Nhật Bản                     | 3608                       |
| 19     | Bulgaria                     | 3142                       |
| 20     | Hàn Quốc                     | 3051                       |
| 21     | Slovenia                     | 2969                       |
| 22     | Litva                        | 2737                       |
| 23     | Estonia                      | 2692                       |
| 24     | România                      | 2086                       |
| 25     | Trung Quốc                   | 1584                       |
| 26     | Latvia                       | 1228                       |
| 27     | Anh Quốc                     | 642                        |
| 28     | Tây Ban Nha                  | 459                        |
| 29     | Hungary                      | 339                        |
| 30     | Bosna và Hercegovina         | 144                        |
| 31     | Moldova                      | 104                        |
| 32     | Hy Lạp                       | 64                         |

- Một số nội dung chỉ cho phép tối đa bốn vận động viên trong một quốc gia tham dự.